# Santa Rosa (Chiclayo)
Santa Rosa es una localidad peruana ubicada en la región Lambayeque, provincia de Chiclayo, distrito de Santa Rosa. Es asimismo capital del distrito de Santa Rosa. Se encuentra a una altitud de 4 m s. n. m. Tiene una población de 6461 habitantes en 1993.

## Clima
| Parámetros climáticos promedio de Santa Rosa | Parámetros climáticos promedio de Santa Rosa | Parámetros climáticos promedio de Santa Rosa | Parámetros climáticos promedio de Santa Rosa | Parámetros climáticos promedio de Santa Rosa | Parámetros climáticos promedio de Santa Rosa | Parámetros climáticos promedio de Santa Rosa | Parámetros climáticos promedio de Santa Rosa | Parámetros climáticos promedio de Santa Rosa | Parámetros climáticos promedio de Santa Rosa | Parámetros climáticos promedio de Santa Rosa | Parámetros climáticos promedio de Santa Rosa | Parámetros climáticos promedio de Santa Rosa | Parámetros climáticos promedio de Santa Rosa |
| Mes                                          | Ene.                                         | Feb.                                         | Mar.                                         | Abr.                                         | May.                                         | Jun.                                         | Jul.                                         | Ago.                                         | Sep.                                         | Oct.                                         | Nov.                                         | Dic.                                         | Anual                                        |
| -------------------------------------------- | -------------------------------------------- | -------------------------------------------- | -------------------------------------------- | -------------------------------------------- | -------------------------------------------- | -------------------------------------------- | -------------------------------------------- | -------------------------------------------- | -------------------------------------------- | -------------------------------------------- | -------------------------------------------- | -------------------------------------------- | -------------------------------------------- |
| Temp. media (°C)                             | 24.5                                         | 25.4                                         | 25.6                                         | 24.1                                         | 22.4                                         | 20.5                                         | 19.5                                         | 19.1                                         | 18.9                                         | 19.7                                         | 20.5                                         | 22.7                                         | 21.9                                         |
| Temp. mín. media (°C)                        | 19.4                                         | 20.4                                         | 20.4                                         | 19                                           | 17.7                                         | 16.1                                         | 15.1                                         | 14.7                                         | 15.1                                         | 15.1                                         | 15.7                                         | 17.2                                         | 17.2                                         |
| Fuente: climate-data.org                     |                                              |                                              |                                              |                                              |                                              |                                              |                                              |                                              |                                              |                                              |                                              |                                              |                                              |